# Punk in Drublic
Punk in Drublic é o quinto álbum de estúdio da banda NOFX, lançado em 1994. O nome é um trocadilho com a frase "Drunk in public", que significa "Bêbado em público", em inglês.
Este trabalho é considerado por fãs e crítica como o melhor álbum da banda e é o seu único certificação ouro.

## Faixas
Todas as faixas por Fat Mike, exceto onde anotado.
1. "Linoleum" – 2:10
2. "Leave It Alone" (Fat Mike, Eric Melvin) – 2:04
3. "Dig" – 2:16
4. "The Cause" – 1:37
5. "Don't Call Me White" – 2:33
6. "My Heart Is Yearning" – 2:23
7. "Perfect Government" (Mark Curry) – 2:06
8. "The Brews" – 2:40
9. "The Quass" – 1:18
10. "Dying Degree" – 1:50
11. "Fleas" – 1:48
12. "Lori Meyers" – 2:21
13. "Jeff Wears Birkenstocks?" – 1:26
14. "Punk Guy ('Cause He Does Punk Things)" – 1:08
15. "The Happy Guy" – 1:58
16. "Reeko" – 3:05
17. "Scavenger Type" – 7:12

## Créditos
- Fat Mike - Vocal, baixo
- Eric Melvin - Guitarra
- El Hefe - Guitarra, vocal, trompete
- Erik Sandin - Bateria
- Mark Curry - Vocal adicional
- Kim Shattuck - Vocal adicional
- Chris Dowd - Trombone em "Dig"
- Kenny Lyon - Guitarras adicionais